# Oratorio de la Mare de Deu de Bellver
Localizada en la falda de la loma en cuya cima se yergue el Castell de Bellver, hacia poniente de la Bahía de Palma, tiene acceso por la escalera que sube desde la calle Bellver hasta el castillo.

## En memoria de San Alonso Rodríguez
Fue construida en 1885 por iniciativa de Francisco Cotoner y Chacón, V marqués de Ariany.
Templo  y conmemorativo del prodigio, ocurrido entre 1571 y 1573, que San Alonso Rodríguez cuenta en su autobiografía con estas palabras:

Más le acontecío a esta persona que yendo un padre a decir misa al Castillo de Bellver [..] iba con él esta persona y como el camino es largo y de cuesta algo trabajosa, y solía ir en tiempos de grandes calores; estando descuidado de este suceso, súbitamente le apareció y sintió como vino Nuestra Señora a aliviarle el cansancio y con un lienzo le estaba limpiando el sudor del rostro

Sustituyó un primitivo monumento para recordar el milagro protagonizado por San Alonso Rodríguez, el portero del Colegio de Montesión, finalmente elevado a los altares en 1888.

## Realización del proyecto
Según los documentos conservados en el Archivo General de Palacio, el 10 de marzo de 1877, el marqués de Ariany dirige a S.M. el Rey Alfonso XII una solicitud manuscrita, fechada en Palma, en la que, como «representante de la Casa de Cotoner» expone lo siguiente:

En la amena colina de Bellver, coronada por el monumental castillo que edificaron para esparcimiento suyo los antiguos reyes de Mallorca, y que a la Corona sigue providencialmente vinculado, existe a la mitad de la subida un sitio consagrado en cierto modo por tradición perenne y piadosísima. 

Abrumado de años y dolencias, trepaba la cuesta en un caluroso día, en seguimiento de un compañero sacerdote, el Beato Alfonso [sic] Rodríguez, cuyos despojos tan espléndidamente se veneran en la iglesia de Montesión, y de cuyo culto ha cabido siempre a mi familia la honra de ser especial promovedora, cuando se le apareció la Reina de los cielos a enjugar el sudor de su rostro, dejando inundada de consuelo el alma del humilde lego jesuita. Algunas piedras y una tosca pintura de azulejos consignaron por largo tiempo la memoria de este hecho maravilloso, que la augusta Madre de V. M., al pisar en mil ochocientos sesenta este suelo, se dignó manifestar el deseo de que fuese más dignamente recordado. Un pequeño pero lindo oratorio, que asomando entre las copas de los pinos excitase la devoción de los transeúntes sería el monumento más a propósito en obsequio del varón bienaventurado que ilustró a esta ciudad con su residencia y la ampara con su patrocinio; y pronto se vería realizado si V. M. se digna conceder el solar conveniente para levantarlo, dando al Administrador de su Real Patrimonio en estas islas las ordenes oportunas.

Solicitud preparada con vistas a la visita de don Alfonso XII a las Baleares en los primeros días del mes de marzo de 1877. Sabemos por las crónicas de la época que el 5 de marzo de ese año salieron hacia Mahón en el buque Lulio para recibir allí al Rey varias autoridades, entre las que se encontraban el capitán general de las Baleares, el gobernador civil y el general Cotoner director general de la Guardia Civil.
El arquitecto Mayor de Palacio, José Segundo de Lemam, emite informe el 1 de febrero de 1879. Allí reitera que se acceda a lo solicitado por el marqués de Ariany y se le conceda permiso para construir un pequeño oratorio en el monte de Bellver, en el sitio en que, según la tradición, algunas piedras y azulejos conmemoran la aparición de la Virgen María al beato Alfonso [sic] Rodríguez, siempre que se cumplan las siguientes condiciones:
1. El Oratorio no tendrá otra aplicación ni objeto que el excitar la piedad y devoción de los transeúntes hacia aquel bienaventurado.
2. La concesión se entiende sin cederse por ello terreno alguno ni otro derecho de propiedad ni servidumbre de ninguna clase al marqués de Ariany ni a sus sucesores; sino que, por el contrario, se limitará lisa y llanamente al permiso para construir el pequeño Oratorio, sin consecuencia alguna que pueda afectar en lo más mínimo la pertenencia del Real Patrimonio en el monte de Bellver.
3. No podrá ocuparse con el edificio ni con otro accesorio alguno más extensión de terreno [..] que determina [a]próximamente el rectángulo de la planta de Oratorio en el plano aprobado.

En febrero de 1879, la Dirección General de Ingenieros de Baleares abre el expediente «Marqués de Ariany/ Real autorización para edificar un oratorio en la falda de Bellver» con la relación de los documentos ya presentados: 
- Instancia del marqués;
- Real Orden de concesión;
- Traslado al Ramo de Guerra
- El croquis del edificio de 78 m²;
- Camino que debe habilitarse para su construcción; y
- Los planos del proyecto del oratorio —planta, fachada y sección—, firmados por Juan Mayol.[5]

## Inauguración oficial
Fue el 31 de enero de 1885 cuando Palacio notificó al Reverendo Patriarca de las Indias —título que ostentaba el capellán mayor de la Casa Real— que «disponga lo conveniente a fin de que se consagre la capilla del Monte de Bellver de la propiedad [sic] del Marqués de Ariany».  Al tiempo que, con la misma fecha, se da traslado para su conocimiento al rector de la capilla de Santa Ana advirtiéndole que «la llave del expresado Oratorio la conservará el Marqués de Ariany para libre uso del mismo».
La consagración oficial tuvo lugar 9 de julio de 1885, oficiada por el canónigo Penitenciario D. Magín Vidal, asistido por el también canónigo D. Lorenzo Despuig y Fortuny, pariente de Ariany. Según parece, en esa ocasión, llamaron la atención unos candeleros y unas sacras de gran valor, regalados por el duque de Pastrana, casado con una hija del general Vives. Se cantaron los salmos preceptivos mientras los celebrantes iban rociando con agua bendita los muros del oratorio. Después se entonó el Te Deum y se rezó el santo Rosario como primer acto de culto. Y, a la mañana siguiente, se celebró la primera misa.